# Bura (cầu thủ bóng đá)
Miguel Ângelo Marques Granja  (sinh ngày 17 tháng 12 năm 1988 ở Matosinhos), hay Bura, là một cầu thủ bóng đá người Bồ Đào Nha thi đấu cho Académico de Viseu FC ở vị trí trung vệ.